# کنکورد، میشیگان
کنکورد (به انگلیسی: Concord) یک روستا در ایالات متحده آمریکا است که در شهرستان جکسون، میشیگان واقع شده‌است. کنکورد ۴٫۱۹ کیلومتر مربع مساحت و ۱٬۰۵۰ نفر جمعیت دارد و ۳۱۲ متر بالاتر از سطح دریا واقع شده‌است.